# Macquartia plumbea
Macquartia plumbea là một loài ruồi trong họ Tachinidae.